# Mutató (programozás)
A mutató (angolul pointer) az informatikában egy olyan változó, amely memóriacímet tartalmaz. A mutató egy programozó számára gyakran a leghatékonyabb eszköz  a memória közvetlen elérésére.

## Felhasználása
A mutatók leggyakrabban az alábbi feladatokra használhatók:
- a dinamikus memória (heap) kezelésére
- osztálypéldányokban (objektumokban) tárolt változók és tagfüggvényeik elérésére
- változók függvényeknek történő referenciakénti átadásához